# 巴布尔
查希尔丁·穆罕默德·巴布尔（印地语：ज़हिर उद-दिन मुहम्मद बाबर；乌尔都语：ظہیر الدین محمد بابر‬；波斯语：ظهیرالدین محمد بابُر‬；1483年2月14日—1530年12月26日），统治印度次大陆的莫卧儿帝国的开国君主。其名字於波斯语中意為“老虎”。

## 身世
巴布尔的母系是成吉思汗后裔（巴魯剌思氏），父親是帖木兒帝國的君主，為突厥化蒙古人。母語為察合台語，曾以察合台文為自己立傳，名為《巴布爾回憶錄》。“莫卧儿”即波斯语的“蒙古”。他生于中亚的費爾干納谷地。

## 生平
以11岁長子身份继承父亲的王位，在中亚锡尔河上游称王，成功擊败了来自四方的吞并阴谋，但後來巴布尔為乌兹别克人昔班尼所败，成為帖木儿帝国最後一任君主。被迫放棄重建帖木兒帝國的巴布爾，同時也被迫離開中亞，一時成為无家可归的流浪者。1504年，趁阿富汗内乱之际，他率领300名部下攻進阿富汗，建立以喀布尔为首都的国家。1525年，巴布尔率军进擊北印度。1526年，在第一次帕尼帕特战役中，他大量使用火繩槍和大炮，击败由蘇丹易卜拉欣·洛迪统帅的德里蘇丹国军队，易卜拉欣·洛迪阵亡。在征服过程中，巴布尔以12,000人的部队打败了印度的10万大军。巴布尔接著攻取德里，并于4月27日在大清真寺的礼拜仪式上，宣布为“印度斯坦皇帝”，遷都阿格拉，建立莫卧儿帝国，也结束了德里蘇丹国在印度320年的统治。1527年，莫卧儿军队与以梅瓦尔的拉那·桑伽为首的拉其普特同盟在阿格拉以西的坎奴村进行决战，拉其普特同盟战败。1530年，巴布尔在阿格拉驾崩，其子胡马雍继位为第二任蒙兀兒皇帝。
巴布爾在冒險之中隨身攜帶日記，並在晚年寫了一本自傳《巴布爾回憶錄》，成為突厥文學的經典名作，後被其孫翻譯成波斯文，也在波斯文學中享有很高地位。